# Пустыня

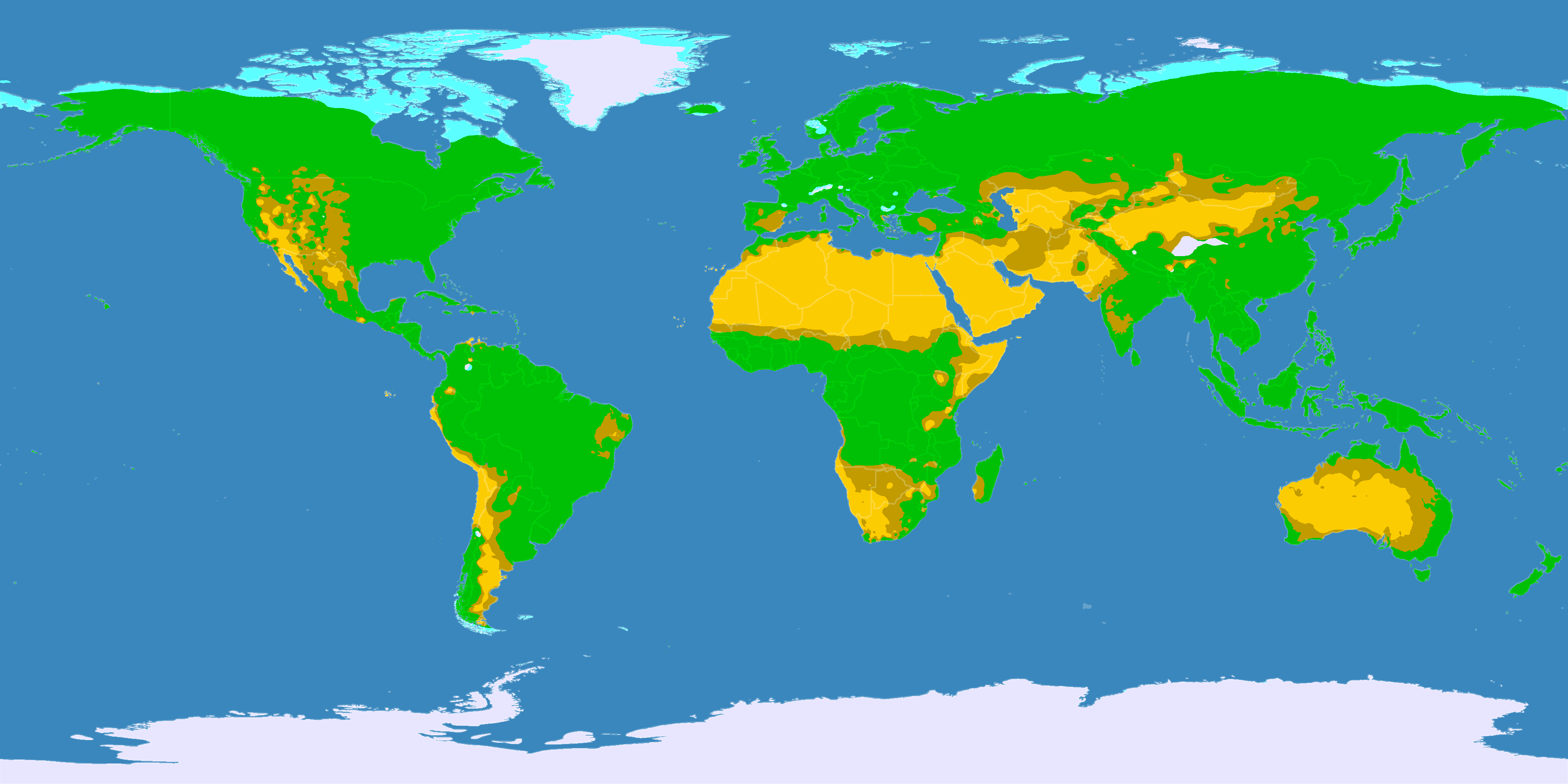
Пустыни
Полупустыни
Тундра
Ледники

Пусты́ня — территория в разных природных зонах, отличающаяся крайне засушливым климатом, где испаряемость в несколько раз превышает количество выпавших осадков.
Всего пустыни занимают в мире 21 млн км² (без учёта полярных пустынь Антарктиды и Арктики), или около 14 % на поверхности суши.
Самая большая пустыня — Сахара, занимающая всю северную часть африканского континента.
Различают песчаные, каменистые, глинистые, солончаковые пустыни. Отдельно выделяют арктические пустыни (англ. Polar desert) в Антарктиде и Арктике. Они могут быть снежными и бесснежными (сухими). Площадь снежных пустынь составляет более 99 % от всей площади арктических пустынь. Бесснежной (сухой) пустыней являются Сухие долины Мак-Мердо (англ. McMurdo Dry Valleys). Площадь этих долин составляет 8 тыс. км² (менее 0,06 % из 14,1 млн км² из всей общей площади Антарктиды). Катабатические ветра (холодные воздушные потоки, направленные вниз по склонам возвышенностей, возникающие из-за охлаждения воздуха на ледниках и увлекаемые силой тяжести вниз) уносят испаряющуюся влагу, поэтому долины почти полностью свободны ото льда и снега.

## Общая характеристика

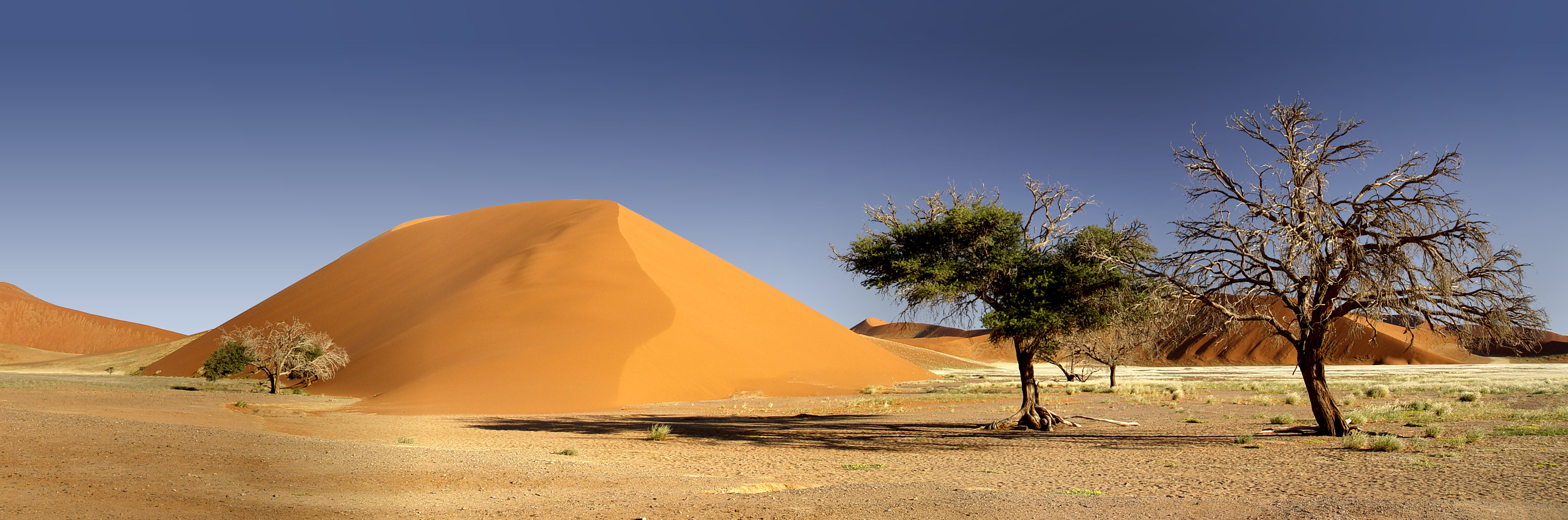
Дюна на плато Соссусфлей в южноафриканской пустыне Намиб

Пустыни распространены в умеренном поясе Северного полушария, субтропических и тропических поясах Северного и Южного полушарий. Характеризуются условиями увлажнения (годовая сумма осадков меньше 200 мм, в экстрааридных районах — менее 50 мм, а в некоторых пустынях осадков нет десятки лет; коэффициент увлажнения, отражающий соотношение осадков и испаряемости, — 0—0,15). В рельефе — сложное сочетание нагорий, мелкосопочника и островных гор со структурными пластовыми равнинами, древними речными долинами и замкнутыми озёрными впадинами. Эрозионный тип рельефообразования сильно ослаблен, широко распространены эоловые формы рельефа. Большей частью территория пустынь бессточна, иногда их пересекают транзитные реки (Сырдарья, Амударья, Нил, Хуанхэ и другие); много пересыхающих озёр и рек, часто меняющих свои очертания и размеры (Лобнор, Чад, Эйр), характерны периодически пересыхающие водотоки. Грунтовые воды часто минерализованы. Почвы развиты слабо, характеризуются преобладанием в почвенном растворе водно-растворимых солей над органическими веществами, обычны солевые коры. Растительный покров разрежен (расстояние между соседними растениями от нескольких десятков см до нескольких метров и более) и покрывает обычно менее 50 % поверхности почвы; в экстрааридных условиях почти полностью отсутствует.
Растительность пустынь в основном представлена растениями склерофильного типа, в том числе безлистными кустарниками и полукустарниками (саксаул, джузгун, эфедра, солянка, полынь и др.). Травянистые растения представлены эфемерами и эфемероидами. Видовой состав фауны разнообразен, это насекомые и паукообразные, пресмыкающиеся и грызуны. В песчаных пустынях над местами залегания подземных вод встречаются оазисы — «островки» с густой растительностью и водоёмами. Снежные пустыни в основном находятся в полярных областях и населены животными, устойчивыми к холоду.

## Образование и распространение пустынь
В основе формирования, существования и развития пустынь находится неравномерность распределения тепла и влаги, а также географическая зональность планеты.
Зональное распределение температуры и атмосферного давления обуславливает специфику циркуляции воздушных масс атмосферы и формирования ветров. Пассаты, преобладающие в экваториально-тропических широтах, определяют устойчивую стратификацию атмосферы, препятствуют вертикальным движениям воздушных потоков и связанному с ними образованию облаков и выпадению осадков. Облачность крайне незначительна, в то время как приток солнечной радиации наибольший, что приводит к крайней сухости воздуха (относительная влажность в летние месяцы составляет около 30 %) и исключительно высоким летним температурам. В субтропическом поясе величина суммарной солнечной радиации уменьшается, но на материках развиваются малоподвижные депрессии термического происхождения, вызывающие резкую засушливость. Средняя температура в летние месяцы достигает + 30 °C, максимальная + 50 °C. Наибольшей сухостью в данном поясе отличаются межгорные впадины, где годовое количество осадков не превышает 100—200 мм.

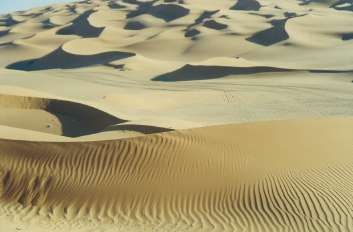
Ливийская пустыня

В умеренном поясе условия для формирования пустынь возникают во внутриконтинентальных районах, таких как Центральная Азия, где количество осадков не превышает 200 мм/год. Центральная Азия отгорожена от циклонов и муссонов горными поднятиями, что влечёт за собой образование в летние месяцы барической депрессии. Воздух отличается большой сухостью, высокой температурой (до + 41 °C и более) и сильной запылённостью. Изредка проникающие сюда воздушные массы с циклонами из океанов и Арктики быстро прогреваются и иссушаются.
Именно характер общей циркуляции атмосферы вместе с местными географическими условиями создают климатическую обстановку, формирующую к северу и югу от экватора, между 15° и 45° широты, зону пустынь. К этому также добавляется влияние холодных течений тропических широт (Перуанское течение, Калифорнийское течение, Бенгельское течение, Канарское течение, Западно-Австралийское течение). Прохладные, насыщенные влагой морские воздушные массы, вызывающие температурную инверсию, приводят к образованию прибрежных прохладных и туманных пустынь с ещё меньшим выпадением осадков в виде дождя.
Возникновение, развитие и географическое распределение пустынь обуславливается следующими факторами: высокими значениями солнечной радиации и излучения, малым количеством выпадающих осадков или их полным отсутствием. Последнее, в свою очередь, обуславливается широтой местности, условиями общей циркуляции атмосферы, особенностями орографического строения суши, материковым или приокеаническим положением местности.

## Географические особенности
Большинство пустынь сформировались на геологических платформах и занимают древнейшие участки суши. Пустыни, расположенные на территории Азии, Африки и Австралии, находятся обычно на высотах 200—600 метров над уровнем моря, в Центральной Африке и Северной Америке — на высоте 1000 метров над уровнем моря.
Многие пустыни граничат с горами, или же окружены ими. Наличие высоких гор всегда препятствует продвижению циклонов, и большая часть осадков выпадает на одной из сторон гор, на другую же сторону осадков попадает либо мало, либо вообще не попадает.
Пустыни располагаются либо рядом с молодыми высокими горными системами (Каракумы и Кызылкум, пустыни Центральной Азии — Алашань и Ордос, южноамериканские пустыни), либо — с древними горами (Северная Сахара).
Поверхностные отложения пустынь неоднородны и различны, в зависимости от геологического строения территории и воздействующих на неё природных процессов.

### Климат

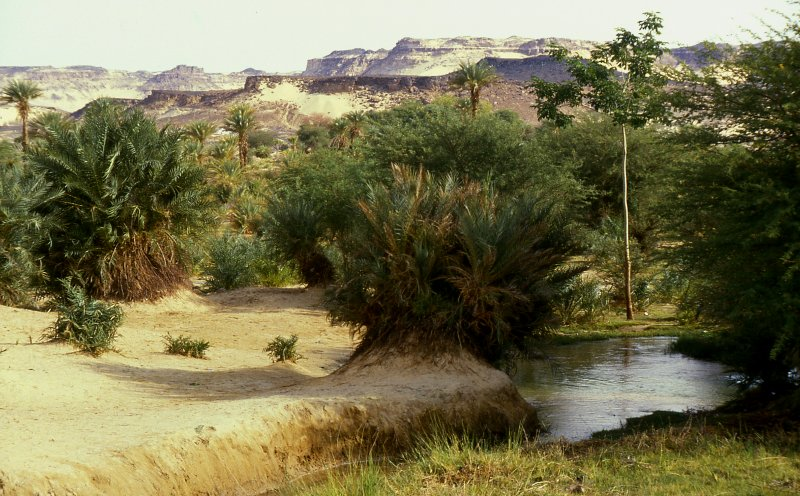
Оазис

Климат в пустынях — тёплый, сухой (засушливый). Температурный режим пустыни зависит, в первую очередь, от её географического положения. Воздух пустынь, обладая крайне низкой влажностью, почти не защищает поверхность почвы от солнечной радиации. Обычная температура +50 °C, а максимальная температура, отмеченная в Сахаре, составляет +58 °C. Ночью температура гораздо ниже, так как нагретая почва быстро теряет тепло (погода в пустыне почти всегда ясная, и ночью после жаркого дня возможны иногда даже заморозки). Суточные амплитуды температур в пустынях тропического пояса могут составлять 30—40° С, в пустынях умеренного пояса — обычно около 20 °C. Температуры пустынь умеренного пояса обладают значительными сезонными колебаниями. Лето в таких пустынях обычно теплое, даже жаркое, а зимы в пустынях умеренных широт очень суровые, морозы могут достигать −50 °C, но снежный покров незначителен.
Одной из характерных черт всех пустынь являются постоянно дующие ветры, порой достигающие скорости 15—20 м/с, иногда и более. Причинами их возникновения является чрезмерное прогревание и связанные с ним конвективные потоки воздуха, а также формы рельефа. Пустынные ветры захватывают и переносят находящийся на поверхности рыхлый материал. Таким образом формируются песчаные и пыльные бури.

### Рельеф
Формирование рельефа пустынь происходит под воздействием ветровой и водной эрозии. Пустыням свойственен ряд однотипных природных процессов, являющихся предпосылками их морфогенеза: эрозия, водная аккумуляция, выдувание и эоловые накопления песчаных масс.

#### Формы, созданные водной эрозией
Водотоки в пустыне бывают двух типов: постоянные и временные. К постоянным относятся некоторые реки, как например Колорадо, Нил, которые берут своё начало за пределами пустыни и будучи полноводными не пересыхают полностью. Временные, или эпизодические, водотоки возникают после интенсивных ливней и быстро пересыхают. Большинство водотоков несёт ил, песок, гравий и гальку, и именно ими созданы многие части рельефа пустынных областей.

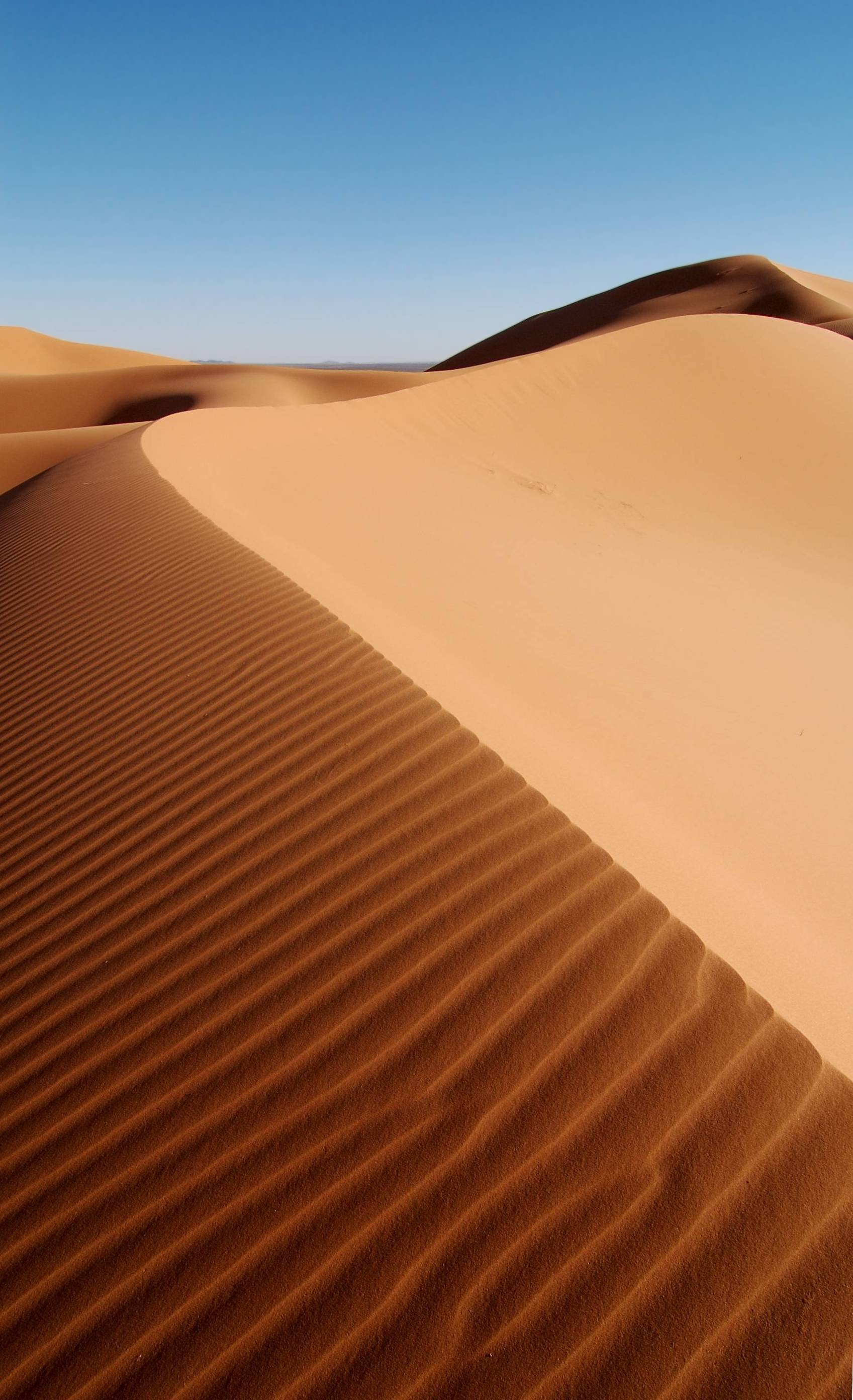
Пустыня в Марокко, Африка

Во время стекания водотоков с крутых склонов на равнинную местность, происходит отложение наносов у подножья склонов и формирование конусов выноса — веерообразных скоплений наносов с вершиной, обращённой вверх по долине водотока. Такие образования широко распространены в пустынях Юго-Запада США. Близко расположенные конусы могут сливаться между собой, образуя наклонную подгорную равнину, которая носит местное название «бахада» (исп. bajada — склон, спуск). Быстро стекающая по склонам вода размывает поверхностные отложения и создаёт промоины и овраги, порой образуются т. н. бедленды. Такие формы, образующиеся на крутых склонах гор и столовых возвышенностей, характерны для пустынных областей всего мира.

#### Формы, созданные ветровой эрозией
Ветровая эрозия (эоловые процессы) создаёт разнообразные формы рельефа, наиболее типичные именно для пустынных областей. Ветер захватывая частички пыли, переносит их как по самой пустыне, так и далеко за её пределами. Песок, переносящийся ветром, воздействует на выступы горных пород, выявляя различия в их плотности и твёрдости. Так возникают причудливые формы, напоминающие шпили, башни, арки и окна. Часто ветром с поверхности удаляется весь мелкозём, и остаётся лишь мозаика отполированной, местами разноцветной, гальки, т. н. «пустынная мостовая». Такие поверхности, чисто «выметенные» ветром, широко распространены в Сахаре и Аравийской пустыне.
В других районах пустыни происходит накопление принесённых с ветрами песка и пыли. Таким образом происходит формирование песчаных дюн. Песок, образующий такие дюны, преимущественно состоит из кварцевых частиц, но песчаные дюны в природном национальном памятнике Уайт-Сандс («Белые пески») в штате Нью-Мексико в США образованы белым гипсом. Образование дюн происходит в местах, где воздушный поток встречает на своём пути препятствие. Накопление песка начинается с подветренной стороны преграды. Высота большинства дюн составляет от метров до нескольких десятков метров, также известны дюны, достигающие в высоту 300 м. Если дюны не закреплены растительностью, то со временем происходит их смещение в направлении господствующих ветров. При движении дюны песок переносится ветром вверх по пологому наветренному склону и осыпается с гребня подветренного склона. Скорость движения дюн в среднем составляет 6—10 метров в год.
Особый вид дюн носит название барханов. Они имеют серповидную форму, с крутым и высоким подветренным склоном и вытянутыми в направлении ветра заострёнными «рогами». Во всех районах распространения дюнного рельефа наблюдается множество впадин неправильной формы. Некоторые из них созданы вихревыми потоками воздуха, другие образовались просто в результате неравномерного отложения песка.

## Основные географические характеристики пустынь мира
| Название                               | Площадь, тыс. км² | Преобладающие абсолютные высоты, м | Абсолютный максимум температур, °С | Абсолютный минимум температур, °С | Среднегодовое количество осадков, мм |
| -------------------------------------- | ----------------- | ---------------------------------- | ---------------------------------- | --------------------------------- | ------------------------------------ |
| Средняя Азия и Казахстан               |                   |                                    |                                    |                                   |                                      |
| Каракумы                               | 350               | 100—500                            | +50                                | −35                               | 70—100                               |
| Устюрт и Мангышлак                     | 200               | 200—300                            | +42                                | −40                               | 80—150                               |
| Кызылкум                               | 300               | 50—300                             | +45                                | −32                               | 70—180                               |
| Приаральские Каракумы                  | 35                | 400                                | +42                                | −42                               | 130—200                              |
| Бетпак-Дала                            | 75                | 300—350                            | +43                                | −38                               | 100—150                              |
| Муюнкум                                | 40                | 100—660                            | +40                                | −45                               | 170—300                              |
| Центральная Азия                       |                   |                                    |                                    |                                   |                                      |
| Такла-Макан                            | 271               | 800—1500                           | +37                                | −27                               | 50—75                                |
| Алашань                                | 170               | 800—1200                           | +40                                | −22                               | 70—150                               |
| Бэйшань                                | 175               | 900—2000                           | +38                                | −24                               | 40—80                                |
| Ордос                                  | 95                | 1100—1500                          | +42                                | −21                               | 150—300                              |
| Цайдам                                 | 80                | 2600—3100                          | +30                                | −20                               | 50—250                               |
| Гоби                                   | 1050              | 900—1200                           | +45                                | −40                               | 50—200                               |
| Иранское нагорье                       |                   |                                    |                                    |                                   |                                      |
| Деште-Кевир                            | 55                | 600—800                            | +45                                | −10                               | 60—100                               |
| Деште-Лут                              | 80                | 200—800                            | +44                                | −15                               | 50—100                               |
| Регистан                               | 40                | 500—1500                           | +42                                | −19                               | 50—100                               |
| Аравийский полуостров и Ближний Восток |                   |                                    |                                    |                                   |                                      |
| Руб-эль-Хали                           | 650               | 100—500                            | +47                                | −5                                | 25—100                               |
| Большой Нефуд                          | 80                | 600—1000                           | +54                                | −6                                | 50—100                               |
| Дехна                                  | 54                | 450                                | +45                                | −7                                | 50—100                               |
| Сирийская пустыня                      | 101               | 500—800                            | +47                                | −11                               | 100—150                              |
| Негев                                  | 12                | 600—800                            | +46                                | −5                                | 50—300                               |
| Северная Африка                        |                   |                                    |                                    |                                   |                                      |
| Сахара                                 | 8600              | 200—500                            | +55                                | −5                                | 25—200                               |
| Ливийская пустыня                      | 1934              | 100—500                            | +55                                | −4                                | 25—100                               |
| Нубийская пустыня                      | 1240              | 350—1000                           | +53                                | −2                                | 25                                   |
| Южная Африка                           |                   |                                    |                                    |                                   |                                      |
| Намиб                                  | 150               | 200—1000                           | +40                                | −4                                | 2—75                                 |
| Калахари                               | 600               | 900                                | +42                                | −9                                | 100—500                              |
| Карру                                  | 120               | 450—750                            | +44                                | −11                               | 100—300                              |
| Полуостров Индостан                    |                   |                                    |                                    |                                   |                                      |
| Тар                                    | 300               | 350—450                            | +48                                | −1                                | 150—500                              |
| Тхал                                   | 26                | 100—200                            | +49                                | −2                                | 50—200                               |
| Северная Америка                       |                   |                                    |                                    |                                   |                                      |
| Большой Бассейн                        | 490               | 100—1200                           | +41                                | −14                               | 100—300                              |
| Мохаве                                 | 30                | 600—1000                           | +56,7                              | −6                                | 45—100                               |
| Сонора                                 | 355               | 900—1000                           | +52                                | −4                                | 50—250                               |
| Чиуауа                                 | 100               | 900—1800                           | +42                                | −6                                | 75—300                               |
| Южная Америка                          |                   |                                    |                                    |                                   |                                      |
| Атакама                                | 90                | 300—2500                           | +30                                | −15                               | 10—50                                |
| Патагонская                            | 400               | 600—800                            | +40                                | −21                               | 150—200                              |
| Австралия                              |                   |                                    |                                    |                                   |                                      |
| Большая Песчаная пустыня               | 360               | 400—500                            | +44                                | +2                                | 125—250                              |
| Пустыня Гибсона                        | 240               | 300—500                            | +47                                | 0                                 | 200—250                              |
| Большая пустыня Виктория               | 350               | 200—700                            | +50                                | −3                                | 125—250                              |
| Симпсон                                | 300               | 0—200                              | +48                                | −6                                | 100—150                              |

## Классификация пустынь
По характеру почв и грунтов:
- Песчаные — на рыхлых отложениях древнеаллювиальных равнин;
- Лёссовые — на лёссовых отложениях подгорных равнин;
- Суглинистые — на слабокарбонатных покровных суглинках равнин;
- Глинистые такыровые — на подгорных равнинах и в древних дельтах рек;
- Глинистые — на низкогорьях, сложенных соленосными мергелями и глинами,
- Галечные и песчано-галечные — на гипсированных плато и подгорных равнинах;
- Щебнистые гипсированные — на плато и молодых подгорных равнинах;
- Каменистые — на низкогорьях и мелкосопочниках;
- Солончаковые — в засоленных понижениях рельефа и по морским побережьям.

По динамике выпадения осадков:

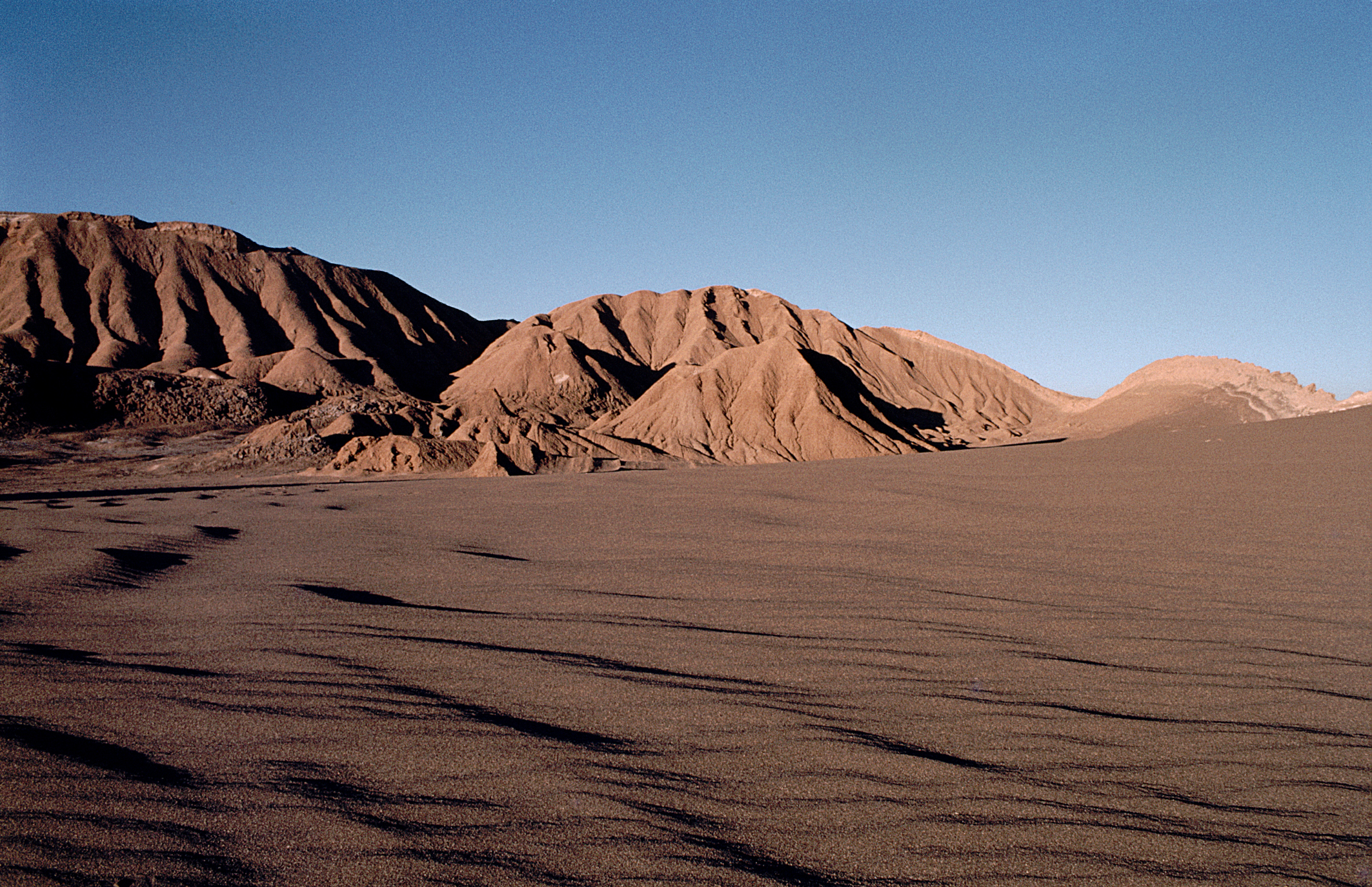
Пустыня Атакама

- Береговые — развиваются там, где к жарким побережьям подходят холодные морские течения (Намиб, Атакама): осадков почти нет; жизни, соответственно, тоже.
- Центральноазиатского типа (Гоби, Бетпак-Дала): темп выпадения осадков примерно постоянен в течение года — и потому жизнь тут есть весь год, но едва теплится.
- Средиземноморского типа (Сахара, Кара-Кумы, Большая Песчаная пустыня в Австралии): здесь осадков столько же, что и в предыдущем типе, но только все они выливаются разом, за две-три недели; тут происходит краткий и бурный расцвет жизни (разнообразные эфемеры), которая затем переходит в латентное состояние — до следующего года.

## Флора и фауна
Видовой состав растительности пустынь весьма своеобразен. Нередко наблюдается частая смена растительных группировок, их комплексность, что обусловлено строением поверхности пустынь, разнообразием почвенных грунтов, часто меняющимися условиями увлажнения. Наряду с этим в характере распределения и экологии пустынной растительности разных континентов много общих черт, возникающих у растений в сходных условиях обитания: сильная разреженность, бедный видовой состав, прослеживающиеся иногда на больших пространствах.
Для внутриматериковых пустынь умеренных поясов типичны виды растений склерофильного типа, в том числе безлистные кустарники и полукустарники (саксаул, джузгун, эфедра, солянка, полынь и др.). Важное место в фитоценозах южной подзоны пустынь этого типа занимают травянистые растения — эфемеры и эфемероиды.
В субтропических и тропических внутриматериковых пустынях Африки и Аравии также преобладают ксерофильные кустарники и многолетние травы, но здесь появляются и суккуленты. Совсем лишены растительности массивы барханных песков и площади, покрытые солевой коркой.
Богаче растительный покров субтропических пустынь Северной Америки и Австралии (по обилию растительной массы они стоят ближе к пустыням Средней Азии) — участков, лишённых растительности, здесь почти нет. По глинистым понижениям между грядами песков преобладают низкорослая акация и эвкалипты; для галечно-щебнистой пустыни характерны полукустарниковые солянки — лебеда, прутняк и др. В субтропических и тропических приокеанических пустынях (Западная Сахара, Намиб, Атакама, Калифорния, Мексика) господствуют растения суккулентного типа.
На солончаках пустынь умеренного, субтропического и тропического поясов много общих видов. Это — галофильные и суккулентные полукустарники и кустарники (тамарикс, селитрянка и др.), однолетние солянки (солянка, сведа и др.).
Значительно отличаются от основной растительности пустынь фитоценозы оазисов, тугаев, крупных речных долин и дельт. Для долин пустынно-умеренного пояса Азии характерны заросли листопадных деревьев — туранговый тополь, джида, ива, карагач; для долин рек субтропических и тропических поясов — вечнозелёные растения — пальма, олеандр.
Условия существования в пустынях очень суровы: отсутствие воды, сухость воздуха, сильная инсоляция, зимние морозы при очень малом снежном покрове или его отсутствии. Поэтому здесь обитают главным образом специализированные формы (с приспособлениями как морфо-физиологическими, так и в образе жизни и поведении).
Для пустынь характерны быстро передвигающиеся животные, что связано с поисками воды (водопои удалены) и корма (травяной покров разреженный), a также с защитой от преследования хищниками (укрытия отсутствуют). В связи с необходимостью укрытия от врагов и суровыми климатическими условиями у ряда животных сильно развиты приспособления для рытья в песке (щётки из удлинённых упругих волос, шипики и щетинки на ногах, служащие для отгребания и отбрасывания песка; резцы, a также острые коготки на передних лапках — у грызунов). Они сооружают подземные убежища (норы), часто очень большие, глубокие и сложные (большая песчанка), или способны быстро закапываться в рыхлый песок (ящерицы круглоголовки, некоторые насекомые). Имеются быстро бегающие формы (особенно копытные). Многие пустынные пресмыкающиеся (ящерицы и змеи) также способны очень быстро передвигаться.
Фауне пустынь присуща покровительственная «пустынная» окраска — жёлтые, светло-бурые и серые тона, что делает многих животных малозаметными. Большая часть пустынной фауны летом ведёт ночной образ жизни. Некоторые впадают в спячку, причём у отдельных видов (например, у сусликов) она начинается в разгар зноя (летняя спячка, непосредственно переходящая в зимнюю) и связана с выгоранием растений и недостатком влаги.
Дефицит влаги, особенно питьевой воды, — одна из главных трудностей в жизни обитателей пустыни. Одни из них пьют регулярно и много и в связи с этим передвигаются в поисках воды на значительные расстояния (рябки) или на сухое время года переселяются ближе к воде (копытные). Другие пользуются водопоем редко или совсем не пьют, ограничиваясь влагой, получаемой из пищи. Значительную роль в водном балансе многих представителей пустынной фауны играет метаболическая вода, образующаяся в процессе обмена веществ (большие запасы накопленного жира).
Пустынная фауна характеризуется относительно большим числом видов млекопитающих (главным образом грызуны, копытные), пресмыкающихся (особенно ящериц, агам и варанов), насекомых (двукрылых, перепончатокрылых, прямокрылых) и паукообразных.

## Хозяйственное использование пустынь
В пустынях развито пастбищное животноводство. Земледелие возможно только с помощью орошения и практикуется в основном в долинах крупных рек. Многие пустыни богаты полезными ископаемыми (особенно в Азии), производится добыча нефти и газа.
В странах СНГ пустыни занимают значительную часть территории Казахстана и Узбекистана, а также бо́льшую часть территории Туркменистана.
В России пустыни имеются в Волгоградской области (по границе с Казахстаном), на востоке Калмыкии, в южной половине Астраханской области по её границам с Калмыкией и Казахстаном, а также пустыни имеются на севере Дагестана (см. Сарыкум).
В поймах и дельтах крупных рек, пересекающих пустыни (Волга, Ахтуба, Сырдарья, Амударья), широко практикуется поливное земледелие (овощеводство, рисоводство, хлопководство, а местами и виноградарство).
Благоприятные условия для пастбищного животноводства (овцеводство, верблюдоводство) имеются в песчаных пустынях (Каракумы, Кызылкум, Приаральские Каракумы, Сарыесик-Атырау и другие), так как благодаря высокому уровню залегания грунтовых вод (осадки просачиваются в почву, не успевая испариться) растительность здесь богаче, чем в прилегающих глинистых пустынях. Имеется большое количество колодцев и артезианских скважин для водопоя скота, около них организованы многочисленные зимовки скота, а межбарханные понижения рельефа служат укрытием от сильных ветров, пыльных бурь, метелей. Таким образом, песчаные пустыни активно и круглогодично используются для выпаса скота.
Практикуется пастбищное животноводство и в глинистых пустынях, хотя в целом условия здесь менее благоприятны: грунтовые воды залегают глубже, имеется меньшее число колодцев, но зато существуют временные водотоки и пересыхающие реки, наполняющиеся водой в весенний период.
Наиболее суровые природные условия наблюдаются в каменистых и щебнистых пустынях (плато Устюрт, полуостров Мангышлак, запад Туркменистана): здесь почти недоступны грунтовые воды, число колодцев очень мало, нет и речной сети. Поэтому в таких регионах сельское хозяйство почти полностью отсутствуют, и плотность населения самая низкая по сравнению с другими типами пустынь СНГ.

## Экологические признаки

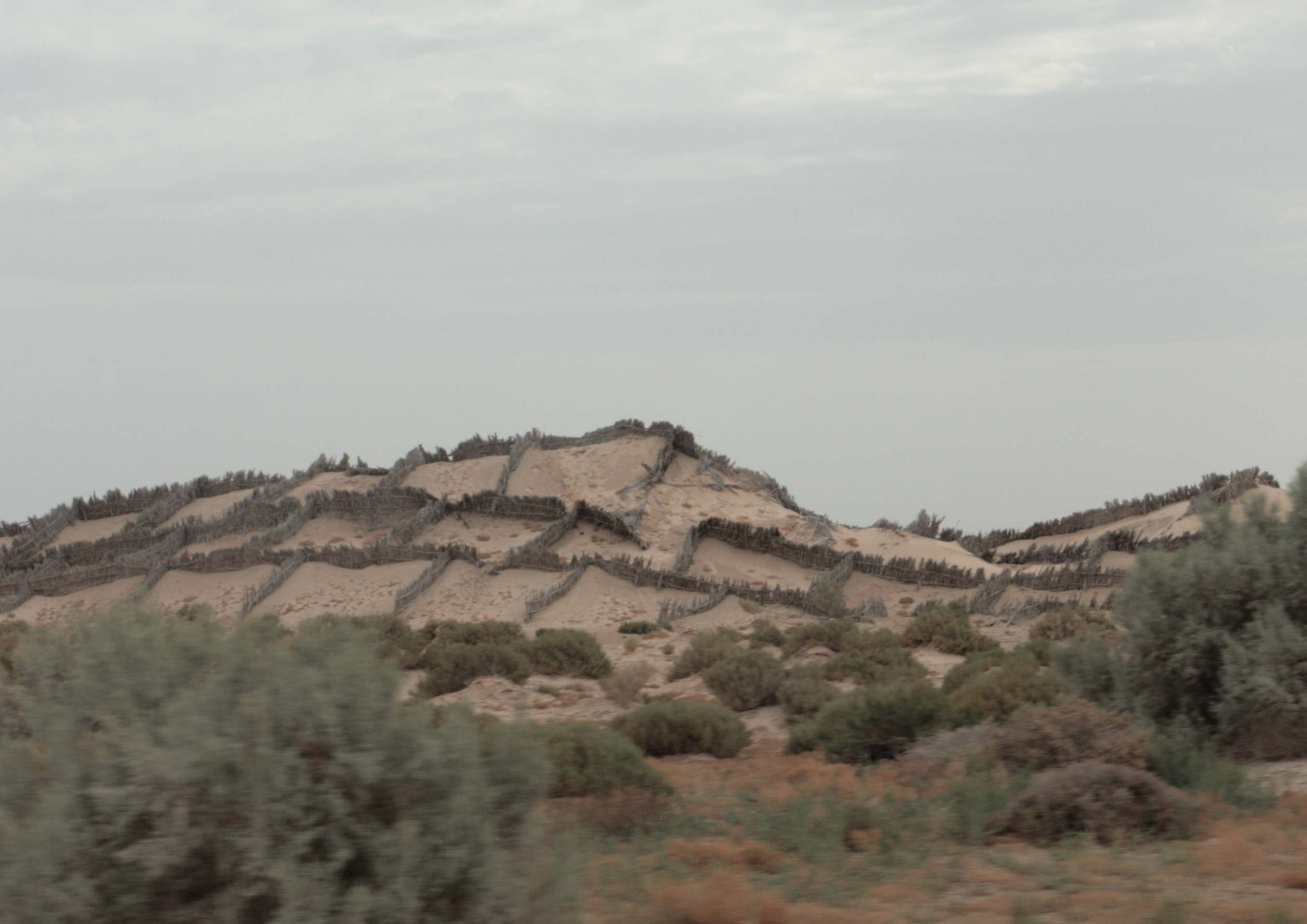
Противопесчаные заграждения из тростника в Северной Сахаре, Тунис

Благодаря удалённости от цивилизационного прогресса и климатической устойчивости, пустыни сохранили уникальные экологические системы. В некоторых странах участки пустынь включены в состав национальных заповедников. С другой стороны, человеческая деятельность вблизи пустынь (вырубка леса, перекрытие рек) привела к расширению пустынь. Опустынивание — один из самых грозных, глобальных и быстротечных процессов современности. В 1990-х годах опустынивание стало угрожать 3,6 млн га наиболее засушливых земель. Опустынивание может происходить в разных климатических условиях, но особенно бурно оно протекает в жарких, засушливых районах. В XX веке стали предприниматься попытки остановить опустынивание методом озеленения, строительства водопроводов и каналов. Тем не менее опустынивание остаётся одной из наиболее острых экологических проблем в мире.